# Max Hegemann
Max Georg Wilhelm Hegemann (* 6. August 1876 in Berlin; † 8. Juli 1921 in Hamburg) war ein deutscher Gewerkschaftsfunktionär, Hamburger Bürgerschaftsabgeordneter und Senator (SPD).

## Leben
Hegemann wuchs in Forst auf und besuchte die Volksschule. Ab 1890 machte er eine vierjährige Bäckerausbildung und begab sich anschließend auf Wanderschaft. Nachdem er in Mannheim als Agitationsleiter tätig gewesen war, erlangte Hegemann 1903 eine besoldete Stelle beim Facharbeiterverband in Hamburg. Im Januar 1907 wurde er zum Geschäftsführer seines Verbandes gewählt, in dieser Funktion war er auch Vorstandsmitglied des Hamburger Gewerkschaftskartells. Diese Positionen hatte er bis Juli 1919 inne, unterbrochen durch seine Teilnahme am Ersten Weltkrieg von 1914 bis 1918.
Bei den Neuwahlen für die Hamburger Bürgerschaft 1919 erlangte Hegemann ein Mandat für die SPD, er gehörte der Bürgerschaft bis 1921 an. Hegemann wurde in einer Nachwahl am 16. Juli 1919 für den zurückgetretenen Heinrich Lorenz in den Hamburger Senat gewählt. Hegemann war ab November 1920 schwer erkrankt und konnte den Senatsgeschäften nicht mehr nachgehen. Berthold Grosse wurde nach Hegemanns Tod in den Senat gewählt.